# NGC 7544
NGC 7544 est une  galaxie lenticulaire vue par la tranche située dans la constellation des Poissons. Sa vitesse par rapport au fond diffus cosmologique est de 6 699 ± 52 km/s, ce qui correspond à une distance de Hubble de 98,8 ± 7,0 Mpc (∼322 millions d'al). NGC 7544 a été découverte par l'astronome allemand Albert Marth en 1864.
À ce jour, une seule mesure non basée sur le décalage vers le rouge (redshift) donne une distance d'environ 111,000 Mpc (∼362 millions d'al). Cette valeur est à l'extérieur des valeurs de la distance de Hubble. Notons que c'est avec la valeur moyenne des mesures indépendantes, lorsqu'elles existent, que la base de données NASA/IPAC calcule le diamètre d'une galaxie et qu'en conséquence le diamètre de NGC 7511 pourrait être d'environ 25,7 kpc (∼83 800 al) si on utilisait la distance de Hubble pour le calculer.